# Jānis Urbanovičs
Jānis Urbanovičs (Rēzekne, 23 de març de 1959) és un letó polític i un diputat del Saeima des de 1994. Del 2005 al 2010 va ser president del Partit de l'Harmonia Nacional i del 2010 al 2014 vicepresident del Partit Socialdemòcrata «Harmonia».

## Biografia
Nascut en una família catòlica de mitjans modests; la història familiar de Urbanovičs està estretament vinculada amb la història de Letònia: el seu pare va lluitar contra l'Alemanya nazi a l'Exèrcit Roig, mentre que el seu oncle era en la legió letona de les Waffen-SS. Durant els seus anys escolars Urbanovičs va treballar en diferents projectes d'enginyeria de reg, mostrant ja, la seva inclinació per a l'elecció de la seva futura carrera; l'any 1982 es va graduar a la Universitat d'Agricultura de Letònia com a enginyer hidràulic.
El 1984, durant els primers anys de la Perestroika, va decidir formar part de Komsomol, la lliga juvenil comunista on ràpidament es va guanyar el lloc de primer secretari del Comitè Central del Komsomol a la República Socialista Soviètica de Letònia. En aquest moment els joves estaven exigint el canvi i Urbanovičs va aconseguir transformar Komsomol en una organització juvenil d'estil europeu. Sota la seva direcció l'organització va portar a terme conferències i cursos de formació, el que va ajudar els joves a adaptar-se als canvis que s'acosten a nivell mundial. L'any 1986, va participar activament a l'organització de les conferències a Jurmala, sobre relacions entre els Estats Units i la Unió soviètica, a les conferències es van reunir figures públiques de tots dos països, i es van convertir en un precursor de la pròxima confrontació a la cooperació entre les dues superpotències.
El 1994, Urbanovičs es va convertir en membre del Saeima. Estant aquest el primer parlament des del restabliment de la independència de Letònia. Des del 2005 va ser cap del Centre de l'Harmonia a la coalició electoral. El 2010 va ocupar el càrrec de president a l'acabat de fusionar Partit Socialdemòcrata «Harmonia». Actualment un dels més grans de Letònia en terme de nombre de membres com de nombre d'escons al Parlament. Des de l'any 2009 ha estat el partit de govern a Riga.